# 艾恩蘭奇鎮區 (明尼蘇達州艾塔斯卡縣)
艾恩蘭奇鎮區（英語：Iron Range Township）是位於美國明尼蘇達州艾塔斯卡縣的一個行政鎮區。此鎮區得名自當地興盛的鐵礦產業，於2013年1月1日併入塔科尼特。

## 地方資料
艾恩蘭奇鎮區的面積為74.89平方千米，當中陸地面積為70.55平方千米，而水域面積為4.34平方千米。根據2000年美國人口普查的數據，當地共有人口651人，而人口密度為每平方千米8.69人。